# Partielle Thromboplastinzeit
Die Partielle Thromboplastinzeit (PTT, englisch Partial Thromboplastin Time), häufig kurz für Aktivierte partielle Thromboplastinzeit (aPTT, activated Partial Thromboplastin Time), ist ein Test zur Kontrolle des intrinsischen Blutgerinnungssystems. Sie ist ein wichtiger Kontrollparameter bei einer Heparin- oder einer thrombolytischen Therapie sowie für die Erkennung von Gerinnungsstörungen.
Zu unterscheiden ist sie von der Thromboplastinzeit (TPZ) (ohne den Zusatz „partiell“ – misst die extrinsische Gerinnung) und von der Plasmathrombinzeit (PTZ) (isolierter Test der gemeinsamen Endstrecke).

## Durchführung

Die Partielle Thromboplastinzeit (PTT, englisch Partial Thromboplastin Time; auch aPTT, activated Partial Thromboplastin Time) wird durch Funktion und Menge der Faktoren I, II, V, VIII, IX, X, XI und XII beeinflusst und wird deshalb insbesondere zur Steuerung einer Heparintherapie genutzt.

Mit der PTT wird das intrinsische Gerinnungssystem zusammen mit der gemeinsamen Endstrecke gemessen

Zur Messung der PTT wird im Labor an zuvor ungerinnbar gemachtem Citratblut die Gerinnung durch Zugabe von Phospholipiden (veraltet auch: partielles Thromboplastin oder Plättchenfaktor 3, einem proteinfreien Phospholipidextrakt), von einer oberflächenaktiven Substanz (z. B. Kaolin) und von Calciumionen wieder in Gang gesetzt und die Zeit bis zum Eintreten der Gerinnung ermittelt.
Der Normalwert liegt beim gesunden Menschen bei 20 bis 38 Sekunden.
Die PTT ist verlängert u. a. bei
- einem Mangel an Gerinnungsfaktoren I, II, V, VIII (Hämophilie A), IX (Hämophilie B), X, XI, XII, HMWK (Fitzgerald-Faktor) und Präkallikrein (Fletcher-Faktor)
- einem Vitamin-K-Mangel bzw. unter Marcumar-Therapie, da die Gerinnungsfaktoren II, IX und X betroffen sind
- einer Heparin-Therapie
- einigen Formen des Willebrand-Jürgens-Syndroms
- Antiphospholipid-Syndrom (Lupus-Antikoagulans)

Dagegen haben Abweichungen der Thrombozytenzahl keinen Einfluss auf die PTT, da der z. B. von Thrombozyten stammende Plättchenfaktor 3 extra hinzugegeben wird.
Eine verkürzte PTT, wie sie bspw. im Rahmen der Schwangerschaft auftreten kann, ist wahrscheinlich ohne klinische Bedeutung.